# Oedothorax lineatus
Oedothorax lineatus là một loài nhện trong họ Linyphiidae.
Loài này thuộc chi Oedothorax. Oedothorax lineatus được Jörg Wunderlich miêu tả năm 1974.